# Луп II (герцог Гасконі)
Луп II (*Lupo, Loup, д/н — бл.778/781) — герцог Васконії та Аквітанії у 769—778/781 роках.

## Життєпис
Про походження замало відомостей. Ймовірно був сином Гатона, графа Пуатьє, та Вальтруди (Вальдради). Дідом тоді Лупа був Одо Великий. Про дату народження відсутні відомості. Ймовірно у 740-х роках після поразок аквітанців на чолі із герцогом Гунальдом I від франків на чолі із королем Піпіном III, васконська знать відчула себе більш незалежною й обрала Лупа своїм герцогом.
Стосунки Лупа Васконського з герцога Аквітанії достеменно невідомі, можливо він визнав попервах їх зверхність. Так чи інакше васконські загони брали участь у війнах проти франків у складі аквітанського війська. У 762 та 764 роках Луп II спрямовував війська до Септимані та Оверні на допомогу Гунальду II, герцогу Аквітанії, який боровся там з франками.
У 769 році після поразки аквітанського герцога від франкського короля Карла I Луп надав притулок Гунальду II. Втім не мав змоги протидіяти франкам, що вдерлися на його землі. Тому вимушений був визнати зверхність Карла I, видати його Гунальда II. Натомість король франків призначив Лупа новим герцогом Аквітанії (як Лупа II).
Втім титул нового герцога був більш номінальним, оскільки його підпорядковувалися землі в долині Гарони, окрім узбережжя. Основні землі: Тулуза, Оверні, Ангулем, пуатьє не увійшли до складу нового герцогства. Тому Луп більше уваги приділяв своєму герцогству Васконія.
За деякими свідченнями Луп II допоміг баскам знищити франкський загін у Ронсевальській ущелині у 778 році. Можливо за це був звинувачений у зраді перед Карлом I. Помер між 778 та 781 роками. Герцогство Аквітанське було перетворено на королівство для сина Карла I — Людовика. Васконію успадкували сини Лупа.

## Родина
- Аделрік (742—800), герцог Гасконі у 781-800 роках
- Санчо (д/н—812), герцог Гасконі у 800—812 роках
- Адель (д/), дружина Вайфера, герцога Аквітанії
- Семен (д/н—816), герцог Гасконі у 812—816 роках
- Центулон (д/н-812)
- Онека (д/н), дружина баскського вождя Ініго Хіменеса